# Fundusz Obrony Narodowej

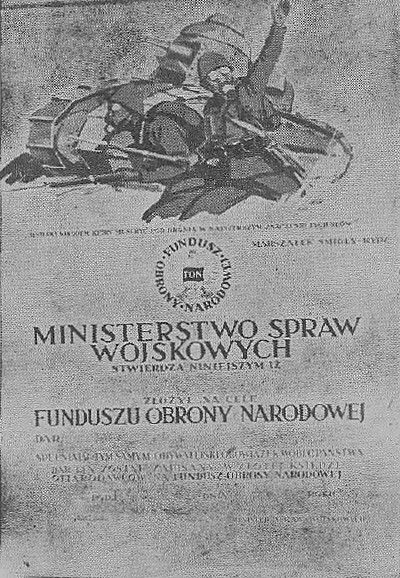
Dyplom dla ofiarodawców na FON

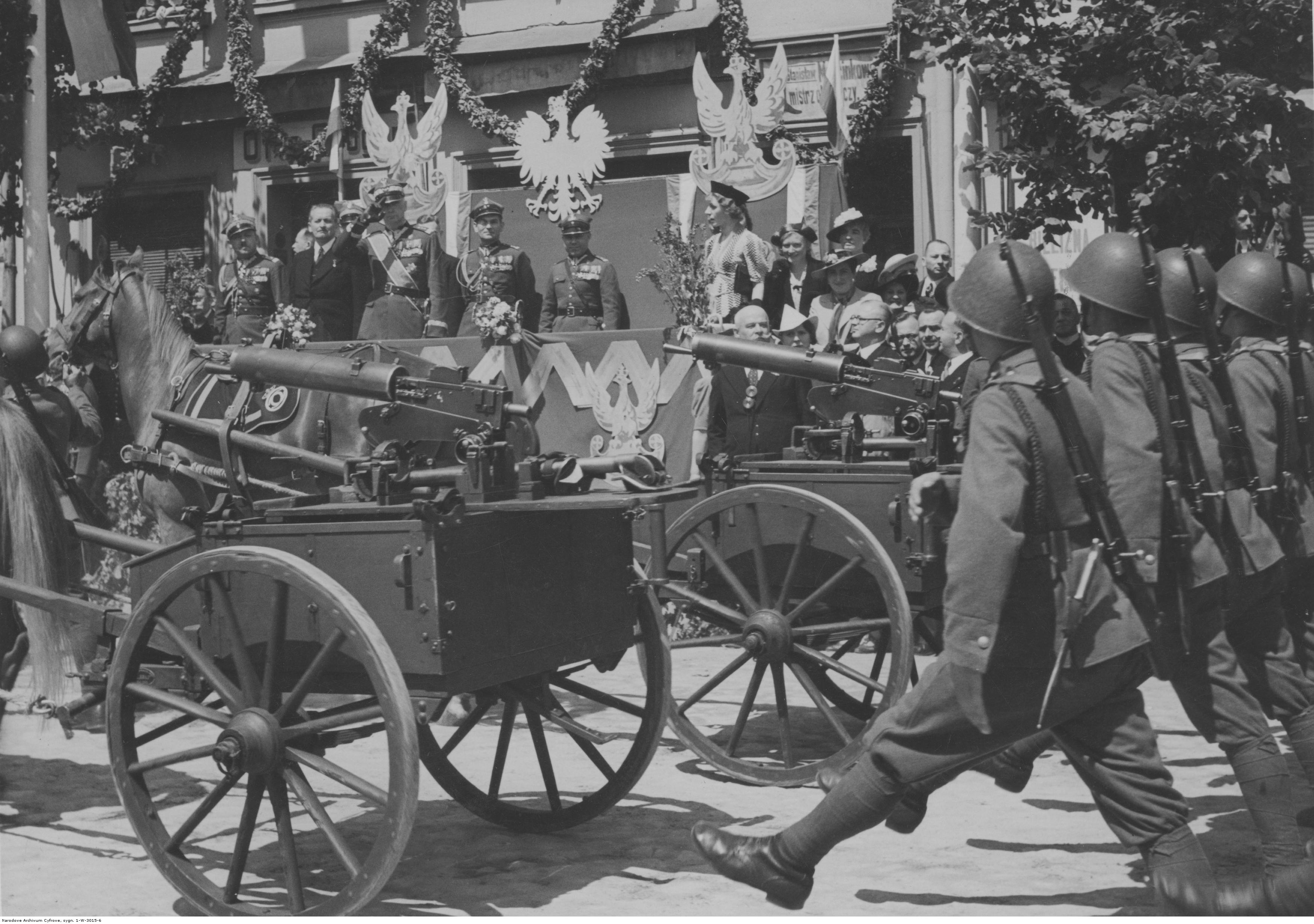
Przekazanie wojsku ckm-ów ufundowanych przez komitet Funduszu Obrony Narodowej w Nowym Tomyślu, lipiec 1938

Fundusz Obrony Narodowej (FON) – fundusz utworzony na mocy dekretu Prezydenta RP z 9 kwietnia 1936 roku w celu uzyskania dodatkowych środków na dozbrojenie armii i wojskowy program inwestycyjny. Gromadził środki pochodzące ze sprzedaży nieruchomości i ruchomości stanowiących własność państwa, a pozostających pod zarządem wojska, dotacji skarbu państwa (głównie z pożyczki uzyskanej przez rząd we Francji) oraz darów i zapisów osób prywatnych i instytucji. Zbierano go w postaci gotówkowej i rzeczowej (nieruchomości, kosztowności, a nawet zboże).

## Dyplom
Zarządzające Fundusz Obrony Narodowej przedwojenne Ministerstwo Obrony Narodowej pod koniec lat 30. przystąpiło do wydawania ofiarodawcom na FON specjalnych dyplomów, wykonanych artystycznie przez artystę malarza Wątorka, pod kierunkiem prof. Chrostowskiego.

## Zbiórki sportowców na FON
Ofiarodawcami Funduszu Obrony Narodowej były m.in. związki sportowe i olimpijczycy. Z początkiem 1939 roku nasiliła się działalność środowiska sportowego na rzecz FON. W końcu marca 1939 roku uchwały o opodatkowaniu na rzecz Funduszu Obrony Narodowej podjęły m.in. sejmik Polskiego Związku Towarzystw Wioślarskich, a w dniach 2–3 kwietnia podobną uchwałę podjął Walny Zjazd Centrali Akademickich Związków Sportowych. Organizowano zawody sportowe, z których przekazywano wpłaty na FON m In mecz piłkarski Pogoń Lwów-Hasmonea, zawody „Motockliści na FON”, Turniej tenisowy na kortach Legii i zawody bokserskie w Warszawie i Łodzi. Poznański Okręgowy Związek Piłki Nożnej wezwał członków by przekazywali od 3 do 20 złotych. Na potrzeby FON rozgrywano min. mecze piłkarskie, boks, mityngi lekkoatletyczne. Pieniądze oraz metale zbierały także związki sportowe m.in. Poznański Okręgowy Związek Piłki Nożnej, PZPN. W ramach zbiórki środków z inicjatywy Warszawskiego Oddziału Dziennikarzy Sportowych R.P miała miejsce na Stadionie Wojska Polskiego „Wielka Rewia Asów Sportu”. Ofiarodawcami indywidualnymi FON byli m.in.: Janusz Kusociński (przekazał złoty sygnet o wadze 9,5 grama), i Janina Kurkowska-Spychajowa (przekazała 8 srebrnych pucharów).

## Wojenne losy FON
Łącznie na FON zgromadzono około 1 mld złotych, z czego wartość wpłat i darowizn od ludności wyniosła do maja 1939 roku około 37,7 mln złotych. Środki gotówkowe zużyto na dozbrajanie armii, dary rzeczowe w złocie i srebrze wywieziono w 1939 za granicę. Tam podzielono go na część „srebrną” i „złotą”. 210 kg złota z głównego transportu zawarte w dziewięciu skrzyniach trafiło do Chartumu w Sudanie, gdzie zdeponowane u Polaka – właściciela hotelu i współpracownika polskiego wywiadu przetrwało wojnę i pod koniec 1944 zostało przekazane do kwatery dowództwa Polskich Sił Zbrojnych na Zachodzie w Londynie. Natomiast 61 skrzynek srebra (2408 kg kruszcu zapakowane w Bukareszcie) przewiezione zostało jako bagaż dyplomatyczny rumuńskim statkiem najpierw do polskiej ambasady w Rzymie, a następnie w lutym 1940 konsul generalny RP w Marsylii Jan Rozwadowski złożył je w skarbcu miejscowego oddziału Banku Francji. W 1943 srebro to przeniesione zostało do Castres, a po wojnie do Tuluzy. W czerwcu 1945 minister obrony narodowej gen. Marian Kukiel przeznaczył je na pomoc dla ofiar wojny w Polsce za pośrednictwem „Caritasu” – co ostatecznie nie doszło do skutku.
W czasie II wojny światowej zbiórkę na FON kontynuowano głównie wśród Polonii amerykańskiej i kanadyjskiej. Zgromadzono w ten sposób 130 kilogramów złota oraz 2,5 miliona dolarów, które przetransportowali do Londynu specjalni kurierzy.

## Złoto FON w Wielkiej Brytanii

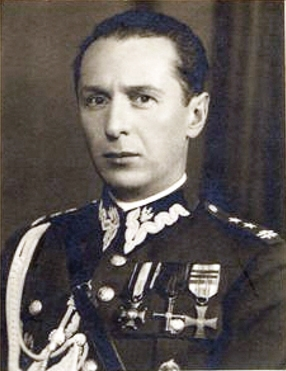
Stanisław Tatar

Złoto FON przechowywane było w podziemiu londyńskiego hotelu „Rubens” – siedziby Sztabu Naczelnego Wodza. Na początku 1945 gen. Marian Kukiel przekazał „złoty FON” do funduszu „Drawa”. Rozporządzeniem z 10 lutego 1945, także pismem z 23 kwietnia 1945 do gen. Tatara, zdecydował, że „złoty FON” ma zostać przeznaczony „na wydatki wojskowe związane z dalszą walką o niepodległość Polski” oraz „na pomoc dla żołnierzy byłej Armii Krajowej, pozostających w Polsce lub deportowanych”.
Według relacji Tatara „Złoty FON był przechowywany w jedenastu artyleryjskich skrzyniach, które zostały zaplombowane po komisyjnym przebadaniu, posegregowaniu i sporządzeniu dokładnych wykazów, dla każdej skrzyni osobny wykaz z wyszczególnieniem ścisłem wagi każdego przedmiotu. Łączna waga wszystkich złotych przedmiotów wynosiła 350 kg.” Funduszem „Drawa”, w tym „złotym FON” dysponowali: gen. Stanisław Tatar, płk dypl. Marian Utnik, płk dypl. Stanisław Nowicki, początkowo także płk Edward Maliszewski (powrócił do Polski) oraz ppłk Franciszek Prochaska (wyemigrował do Paryża). Po odejściu Maliszewskiego i Prochaski Utnik wylansował nazwę „Komitet Trzech”. Fundusz (fundacja) „Drawa” była ściśle związana z funkcjonowaniem centrali konspiracyjnej „Hel”, na tyle ściśle, że używano tych nazw zamiennie. Obie struktury były podporządkowane gen. Tatarowi, Utnik i Nowicki byli od niego zależni.

## Przekazanie złota FON władzom „Polski Ludowej”
19 czerwca 1947 – wbrew woli Rządu Rzeczypospolitej Polskiej na uchodźstwie – dziesięć metalowych skrzyń ze złotem FON Tatar z Utnikiem przekazali do ambasady „Polski Ludowej” w Londynie; ok. 40 proc. „złotego FON” przejął wywiad „Polski Ludowej” (Oddział II SG LWP) na potrzeby antyzachodniej działalności wywiadowczej. Prawdopodobnie w zamian za przekazane złoto Tatar, Utnik i Nowicki otrzymali paszporty konsularne. Na spotkaniu 17 listopada 1979 w Kurii Biskupiej w Lublinie Tatar opowiadał, że w związku ze śmiercią gen. Lucjana Żeligowskiego w 1947, jako odpowiedzialny za przewiezienie jego ciała do Warszawy wykorzystał tę sposobność do przewiezienia z Wielkiej Brytanii do Polski części zasobów FON – 350 kg złota. W rzeczywistości ok. 208 kg złota przewieziono pocztą dyplomatyczną, przerzutu dokonali kurierzy specjalni: płk Leon Szwajcer i Pola Landau-Leder. Do końca 1948 władzom „Polski Ludowej” przekazano także większość Funduszu Drawa.
Historyk dr Jarosław Pałka podkreśla – „Przekroczeniem granic zdrady było przekazanie [władzom „Polski Ludowej”] środków FON, ale nie ma dowodów na to, że Tatar był agentem sowieckim”.
W lipcu 1948 roku Bolesław Bierut odznaczył gen. Tatara Krzyżem Orderu Odrodzenia Polski IV klasy, płk. Nowickiego Krzyżem Orderu Odrodzenia Polski V klasy, a ppłk Utnik rozkazem marszałka Michała Roli-Żymierskiego został awansowany na stopień pułkownika. Według planów szefa wywiadu „Polski Ludowej” gen. Wacława Komara, Tatar, Utnik i Nowicki mieli być wykorzystani jako agenci w rezydenturze wywiadu w Wielkiej Brytanii, pomimo iż byli w większości izolowani przez środowiska niepodległościowe w kraju i za granicą. Historyk Jerzy Poksiński wskazuje, że wysocy oficerowie wywiadu: gen. Wacław Komar, gen. Mieczysław Mietkowski, gen. Roman Romkowski, płk Ignacy Krzemień, płk Józef Czaplicki uznali, że przekazanie złota i pieniędzy ma charakter wrogi – „Powstała koncepcja „konia trojańskiego”, który nafaszerowany złotem i pieniędzmi przybywa do kraju, aby zyskać zaufanie władzy, a następnie rozpocząć wrogą przeciwko niej działalność.” Na polecenie Bieruta zdecydowano o aresztowaniu Uczestnicy przekazania złota FON komunistycznym władzom zostali aresztowani i skazani w tzw. procesie TUN, zwanym również procesem generałów.
Po przylocie do Warszawy złoto FON formalnie przechowywano w skarbcu NBP, faktycznie w gabinecie szefa Oddziału II gen. Wacława Komara. Dopiero 8 marca 1948 wiceminister obrony narodowej Marian Spychalski zlecił przekazanie złota jako „depozyt zastrzeżony” do NBP. W kwietniu 1949 uchwalono ustawę o likwidacji FON, w styczniu 1952 międzyministerialna komisja MON i MF dokonała przeglądu depozytu. Tylko jedna ze skrzyń miała spis zawartości, w pozostałych ich już nie było. Monety numizmatyczne i inne złote przedmioty przekazano na złom do Skarbca Emisyjnego. 8 listopada przetopiono na sztabki nieznaną ilość przedmiotów o wadze 112 kg.
Do dyspozycji Kancelarii Cywilnej Prezydenta i URM przekazano 526 złotych zegarków, 156 szt. biżuterii, 156 innych złotych przedmiotów oraz kamienie szlachetne. Majątkiem tym dysponowali; Bolesław Bierut, Józef Cyrankiewicz, Piotr Jaroszewicz. W 1956 prezes NBP powołał komisję, która wyceniła przedmioty i przekazała je do centrali jubilerskiej „Jubiler” oraz do sklepów „Desy”. Do Zarządu Muzeów przekazano zaledwie 19 przedmiotów, komisja ustaliła, że części przedmiotów brakuje. Ogółem 96 kg cennych precjozów „złotego FON” rozdysponowano, w 1956 ok. 826 szt. sprzedano w „Jubilerze i „Desie”. Część przywłaszczyli sobie dygnitarze PRL przed 1956.
Srebrna część FON z Francji przewieziona została do kraju w 1976, po uzgodnieniach Edwarda Gierka z Valérym Giscardem d’Estaing, obecnie srebrne dary FON znajdują się na Zamku Królewskim w Warszawie.